# Gerda Cairns
Gerda Cairns (* um 1945, geborene Gerda Moens) ist eine belgische Badmintonspielerin. 

## Karriere
Gerda Cairns bestimmte über ein Jahrzehnt das nationale Niveau im Badminton in Belgien. Insgesamt gewann sie 18 nationale Titel und einmal auch die Belgian International.

## Sportliche Erfolge
| Saison    | Veranstaltung                  | Disziplin   | Platz | Partner/in       |
| --------- | ------------------------------ | ----------- | ----- | ---------------- |
| 1965/1966 | Belgien: Einzelmeisterschaften | Damendoppel | 1     | Bep Verstoep     |
| 1966/1967 | Belgien: Einzelmeisterschaften | Damendoppel | 1     | June Jacques     |
| 1966/1967 | Belgien: Einzelmeisterschaften | Mixed       | 1     | Herman Moens     |
| 1967/1968 | Belgien: Einzelmeisterschaften | Damendoppel | 1     | June Jacques     |
| 1967/1968 | Belgien: Einzelmeisterschaften | Mixed       | 1     | Herman Moens     |
| 1969      | Belgian International          | Damendoppel | 1     | June Jacques     |
| 1968/1969 | Belgien: Einzelmeisterschaften | Damendoppel | 1     | June Jacques     |
| 1968/1969 | Belgien: Einzelmeisterschaften | Mixed       | 1     | Herman Moens     |
| 1970/1971 | Belgien: Einzelmeisterschaften | Mixed       | 1     | Herman Moens     |
| 1970/1971 | Belgien: Einzelmeisterschaften | Damendoppel | 1     | June Jacques     |
| 1971/1972 | Belgien: Einzelmeisterschaften | Mixed       | 1     | Herman Moens     |
| 1971/1972 | Belgien: Einzelmeisterschaften | Dameneinzel | 1     | -                |
| 1972/1973 | Belgien: Einzelmeisterschaften | Damendoppel | 1     | June Jacques     |
| 1972/1973 | Belgien: Einzelmeisterschaften | Mixed       | 1     | Herman Moens     |
| 1973/1974 | Belgien: Einzelmeisterschaften | Mixed       | 1     | Herman Moens     |
| 1974/1975 | Belgien: Einzelmeisterschaften | Mixed       | 1     | Herman Moens     |
| 1975/1976 | Belgien: Einzelmeisterschaften | Mixed       | 1     | Herman Moens     |
| 1976/1977 | Belgien: Einzelmeisterschaften | Damendoppel | 1     | Françoise Kaiser |
| 1976/1977 | Belgien: Einzelmeisterschaften | Mixed       | 1     | Herman Moens     |